# Shareef Abdur-Rahim
Julius Shareef Abdur-Rahim (Marietta, Georgia, 11 de diciembre de 1976) es un exbaloncestista estadounidense que jugó durante once temporadas en la NBA. Ha jugado en distintos equipos profesionales de la NBA, Vancouver Grizzlies (actualmente Memphis Grizzlies), Atlanta Hawks, Portland Trail Blazers y Sacramento Kings. Fue integrante del equipo olímpico que resultó campeón en los Juegos Olímpicos de Sídney 2000. En septiembre de 2008 anunció su retirada definitiva. Con sus 2.06 de estatura, jugaba en las posiciones de ala-pívot y alero.

## Trayectoria deportiva

### High School
Shareef es el segundo hijo Aminah y William Abdur-Rahim, dado que su padre era imán fue instruido en la doctrina islámica. Durante su época escolar jugó con el Wheeler High School en su ciudad natal, Marietta, al que llevó al campeonato estatal en su tercer año. Tras su exitosa carrera en el instituto, que terminó con unos promedios de 31 puntos, 12,4 rebotes y más del 70% en tiros de campo, se decidió a ingresar en la Universidad de California, Berkeley.

### Universidad
Las cosas no pudieron ir mejor para el joven Abdur-Rahim. En su primer año en la universidad promedió nada menos que 21.1 puntos y 8.4 rebotes por partido. Esta fantástica temporada le valió ser nombrado uno de los mejores jugadores del país y recibió numerosos premios. Fue elegido en el Tercer Quinteto All-American, según Associated Press, fue nombrado Jugador del Año en la Conferencia Pac-10, y Novato del Año de la misma conferencia, además de entrar en el Mejor Equipo de la Pac-10. Fue el primer novato en conseguir el título de Jugador del Año en la Pac-10, y fue uno de los 17 finalistas del Premio John R. Wooden. Además de esto lideró a los novatos de todo el país en anotación (21.1). Consiguió los récords para un novato en California de puntos (590), media de anotación (21.1), tiros de campo (206) y tiros libres (170) en una temporada, liderando a su equipo en anotación, rebote (8.4) y robos (1.86) y terminando segundo en tapones (1.25).
La NCAA se le quedaba pequeña así que sin pensarlo dos veces ese mismo año presentó su candidatura al draft de la NBA. Su juventud y extraordinarias prestaciones le valieron un puesto de honor en el draft de 1996, donde los Grizzlies, por aquella época aún en Vancouver, seleccionaron a Abdur-Rahim con el número 3 de la primera ronda.

### NBA

#### Vancouver Grizzlies
Los Grizzlies venían de un lamentable récord de 15-67 en la temporada 1995-96 y esperaban que la llegada del novato Abdur-Rahim fuese el inicio de la reconstrucción del equipo y que pudiese aspirar a mayores retos con los años. A pesar de las magníficas prestaciones de Abdur-Rahim no fue así. Los Grizzlies terminaron la campaña con una marca aún peor, 14-68. Abdur Rahim jugó 80 partidos en su primer año, 71 como titular, perdiéndose solo dos debido a lesiones menores. Sus 18.7 puntos y 6.9 rebotes le llevaron a ser considerado como tercer novato del año, tras Allen Iverson y Stephon Marbury, participó en el All-Star con el equipo de los novatos del Este y fue nombrado dentro del mejor equipo de novatos del año. Aunque nivel individual todo marchaba viento en popa a nivel colectivo no podía ir peor la situación.
En la temporada 1997-98 Vancouver volvió a tener una alta selección en el draft, escogieron con el número 4 a Antonio Daniels pero el novato quedó lejos del rendimiento esperado por los directivos de los Grizzlies. El equipo seguía sumido en la desgracia con una marca de 19-63. Abdur-Rahim seguía creciendo como jugador y llegó a unos fantásticos números esa campaña de 22.3 puntos y 7.1 rebotes pero seguía sin conseguir que su equipo ganase partidos. De nuevo los Grizzlies tendrían la oportunidad de escoger alto en el draft, esta vez le correspondía el número 2 de 1998 en el que seleccionarían a Mike Bibby, pero el destino perdedor de la franquicia no cambiaría. En una temporada atípica, la del "lockout", los Grizzlies cayeron hasta una marca de 8-32 a pesar de los esfuerzos de Abdur-Rahim que con 23 puntos y 7.5 rebotes por partido, era el líder indiscutible del equipo pero un año más el balance colectivo era desastroso.
En el draft de 1999 volvieron a obtener la segunda elección, Steve Francis pero ante la negativa del jugador a trasladarse a Canadá los Grizzlies lo traspasaron en un intercambio a tres bandas en el que a cambio recibieron a Michael Dickerson, Othella Harrington, Brent Price y Antoine Carr. Parecía que el futuro estaba más claro para Abdur-Rahim rodeado de un buen grupo de jugadores, pero el maleficio continuaba sobre Vancouver, aquel año solo consiguieron una marca de 22-60, que a pesar de todo era la mejor de la franquicia en su historia. Cabe reseñar que en el 23 de diciembre de 1999 ante Denver, Abdur-Rahim anotó su punto 5.000 en la NBA. Era el segundo jugador más joven de la historia en lograr esa marca.
La última temporada con Vancouver se inició como las anteriores, segunda elección en el draft, esta vez Stromile Swift, y más de lo mismo. Batieron el récord de la campaña anterior por un partido, 23-59, y Abdur-Rahim seguía a lo suyo, 20.3 puntos y 10.1 rebotes de media, logrando además entrar entre los 20 primeros en al menos 13 clasificaciones estadísticas. Parecía claro que tanto Vancouver como Abdur-Rahim necesitaban un cambio para mejorar con lo cual, a final de temporada los Grizzlies traspasaron a su estrella a Atlanta Hawks y su elección número 27 en el draft de 2001, Jamaal Tinsley, a cambio de la tercera elección del draft, que fue Pau Gasol, Lorenzen Wright y Brevin Knight. Los Grizzlies cambiaron su sede a Memphis y lograron cambiar su rumbo, en cambio Abdur-Rahim, rumbo a Atlanta en su Georgia natal no vería su futuro mucho mejor.
Fue el máximo anotador de la historia de Grizzlies (7.801 puntos), hasta ser superado por el ala-pívot español Pau Gasol, el 8 de marzo de 2007.

#### Atlanta Hawks
En Atlanta, Abdur-Rahim compartiría equipo con algunos grandes jugadores como Jason Terry o Toni Kukoč pero seguiría con la maldición del playoff. De nuevo quedaba apeado de la lucha por el título con una marca para los Hawks de 33-49. Sus 21.2 puntos y 9 rebotes le llevaron a un nuevo logro personal en su carrera, participar en el All-Star Game de Filadelfia en 2002 donde conseguiría 9 puntos y 6 rebotes. Fue elegido Jugador de la Semana del 19-25 de noviembre de 2001.
Parecía que la temporada 2002-03 podía ser la buena. La llegada de otro peso pesado en la liga como Glenn Robinson podía darles en empujón definitivo a los Hawks para subirse al carro de los playoffs, pero no fue así. Los Hawks con un récord de 35-47 quedaban fuera de playoff de nuevo, y era ya la séptima temporada consecutiva para Abdur-Rahim. Durante esta campaña anotó su punto número 10 000 en la NBA, el quinto jugador más joven de la historia de la NBA en conseguir este hito.
La temporada 2003-04 fue un auténtico caos para el equipo de Atlanta, aunque eso ya poco importaba a Abdur-Rahim, que fue traspasado en febrero de 2004 a Portland junto con Theo Ratliff y Dan Dickau a cambio de Rasheed Wallace y Wesley Person.

#### Portland Trail Blazers
Esta podía ser la buena, los Blazers llevaba 22 años consecutivos jugando los playoffs... hasta que llegó Abdur-Rahim. Esa campaña terminaron con una marca de 41-41, muy cerca de playoffs pero fuera de nuevo. Como dato curioso anotar que Abdur-Rahim participó esta campaña en 85 partidos de liga regular, cuando la temporada solo tiene 82 partidos, debido al desfase de calendarios entre ambos equipos.
En la temporada 2004-05, Abdur Rahim y los Blazers entran en una peligrosa espiral. A pesar de tener un equipo repleto de buenos jugadores como Damon Stoudamire, Zach Randolph, Nick Van Exel, Derek Anderson o el propio Abdur-Rahim, solo consiguen un lamentable récord de 27-55, muy lejos de playoff.
En este momento le pasó posiblemente lo mejor que le podía suceder en ese momento, salir del equipo. Portland era una auténtica locura dentro del vestuario y Abdur-Rahim fue traspasado a New Jersey Nets. Inmediatamente fue cortado por los Nets, lo que le dejó en posición de agente libre y con capacidad para firmar con cualquier equipo de la liga.

#### Sacramento Kings
Decidido definitivamente a jugar por el título firma como agente libre por Sacramento Kings, equipo habitual de playoff las últimas temporadas con una plantilla sólida de varios años entre los que están su viejo compañero de Vancouver Mike Bibby, Peja Stojakovic o Brad Miller. Parecía que de nuevo la maldición haría de las suyas, Sacramento comienza muy mal la temporada y en un arriesgado movimiento Sacramento envía a Peja Stojakovic a Indiana Pacers a cambio de Ron Artest. El polémico alero de Indiana llegó a Sacramento con ganas de demostrar su valía y en un fantástico final de temporada Sacramento logró el octavo puesto del Oeste. Por fin llegó el momento, tras 10 años en la NBA iba a jugar un partido de playoff. Su travesía fue breve, Sacramento cayó en primera ronda ante los campeones del Oeste, San Antonio Spurs, por 4-2. Abdur-Rahim tuvo un papel secundario en Sacramento saliendo habitualmente desde el banquillo, ya no estaba para ser estrella del equipo pero su experiencia y calidad le hicieron aportar 12.3 puntos y 5 rebotes por partido, bajando esos números en playoffs hasta 9.2 puntos y 4.8 rebotes.
Sacramento intentó en la temporada 2007-08 entrar de nuevo en playoffs, pero de nuevo Abdur-Rahim se perdió esta oportunidad. Una de las marcas, de dudoso prestigio, que ostenta Abdur-Rahim, es la de ser el segundo jugador con más partidos en la liga sin participar en playoffs, siempre le quedará el consuelo de haber jugado playoffs antes de alcanzar al primero. Tras una temporada en la que únicamente pudo disputar 6 partidos debido a las lesiones, en septiembre de 2008 anunció su retirada de las pistas.

### Vida posterior
El 2 de octubre de 2008, fue elegido para formar parte del personal técnico de Sacramento Kings, donde actuó como asistente técnico hasta 2010 que fue ayudante de general mánager.
El 29 de agosto de 2013, Abdur-Rahim fue nombrado nuevo general mánager de los Reno Bighorns para la temporada 2013–14.
En 2016 pasó a ser vicepresidente de operaciones de baloncesto de la NBA.
En diciembre de 2018, se anunció que sería presidente de la G League, tras la dimisión de Malcolm Turner en enero de 2019.

## Estadísticas de su carrera en la NBA

### Temporada regular
| Año      | Equipo     | PJ  | PT  | MPP  | %TC   | %3P   | %TL   | RPP  | APP | ROB | TPP | PPP  |
| -------- | ---------- | --- | --- | ---- | ----- | ----- | ----- | ---- | --- | --- | --- | ---- |
| 1996–97  | Vancouver  | 80  | 71  | 35.0 | .453  | .259  | .746  | 6.9  | 2.2 | 1.0 | 1.0 | 18.7 |
| 1997–98  | Vancouver  | 82  | 82  | 36.0 | .485  | .412  | .784  | 7.1  | 2.6 | 1.1 | .9  | 22.3 |
| 1998–99  | Vancouver  | 50  | 50  | 40.4 | .432  | .306  | .841  | 7.5  | 3.4 | 1.4 | 1.1 | 23.0 |
| 1999–00  | Vancouver  | 82  | 82  | 39.3 | .465  | .302  | .809  | 10.1 | 3.3 | 1.1 | 1.1 | 20.3 |
| 2000–01  | Vancouver  | 81  | 81  | 40.0 | .472  | .188  | .834  | 9.1  | 3.1 | 1.1 | .9  | 20.5 |
| 2001–02  | Atlanta    | 77  | 77  | 38.7 | .461  | .300  | .801  | 9.0  | 3.1 | 1.3 | 1.0 | 21.2 |
| 2002–03  | Atlanta    | 81  | 81  | 38.1 | .478  | .350  | .841  | 8.4  | 3.0 | 1.1 | .5  | 19.9 |
| 2003–04  | Atlanta    | 53  | 53  | 36.9 | .485  | .217  | .880  | 9.3  | 2.4 | .8  | .4  | 20.1 |
| 2003–04  | Portland   | 32  | 3   | 22.8 | .447  | .364  | .832  | 4.5  | 1.5 | .8  | .6  | 10.0 |
| 2004–05  | Portland   | 54  | 49  | 34.6 | .503  | .385  | .866  | 7.3  | 2.1 | .9  | .5  | 16.8 |
| 2005–06  | Sacramento | 72  | 30  | 27.2 | .525  | .227  | .784  | 5.0  | 2.1 | .7  | .6  | 12.3 |
| 2006–07  | Sacramento | 80  | 45  | 25.2 | .474  | .150  | .726  | 5.0  | 1.4 | .7  | .5  | 9.9  |
| 2007–08  | Sacramento | 6   | 0   | 8.5  | .214  | .000  | 1.000 | 1.7  | .7  | .2  | .0  | 1.7  |
| Total    | Total      | 830 | 704 | 34.8 | .472  | .297  | .810  | 7.5  | 2.5 | 1.0 | .7  | 18.1 |
| All-Star | All-Star   | 1   | 0   | 21.0 | 1.000 | 1.000 | .000  | 6.0  | .0  | .0  | .0  | 9.0  |

### Playoffs
| Año     | Equipo     | PJ | PT | MPP  | %TC  | %3P  | %TL  | RPP | APP | ROB | TPP | PPP |
| ------- | ---------- | -- | -- | ---- | ---- | ---- | ---- | --- | --- | --- | --- | --- |
| 2005–06 | Sacramento | 6  | 0  | 21.5 | .535 | .000 | .600 | 4.8 | 1.2 | .3  | .0  | 9.2 |
| Total   | Total      | 6  | 0  | 21.5 | .535 | .000 | .600 | 4.8 | 1.2 | .3  | .0  | 9.2 |

## Logros y reconocimientos
- Seleccionado para jugar el All-Star de 2002 con la Conferencia Este.
- Integrante de la selección de Estados Unidos que consiguió el Oro Olímpico en Sídney 2000.
- Jugador de la Semana el 19-25 de noviembre de 2001.
- Anotó el punto 5000 de su carrera el 23 de diciembre de 1999 contra Denver (segundo jugador más joven en hacerlo).
- Nombrado Novato del Mes de noviembre junto a Kerry Kittles y de febrero durante la temporada 1996-97.
- Integrante del Tercer Equipo Universitario, Jugador del Año de la Pacific-10, Novato del Año de la Pac-10 e integrante del Equipo de la Pac-10.
- Primer novato en la historia de la Pac-10 en conseguir el Premio de Jugador del Año.